# طريق المطار (طرابلس)
طريق مطار طرابلس الدولي أو الطريق السريع 5 هو طريق سيار شمالي جنوبي في العاصمة طرابلس ويبلغ طوله حوالي 23 كيلومتر تقريبًا يمتد من باب العزيزية منزل القذافي سابقًا إلى مطار طرابلس الدولي في منطقة قصر بن غشير وقد أنشأه الإيطاليون إبان فترة حكم إيتالو بالبو طريقا أحاديًا يمتد إلى مطار طرابلس الذي كان مطارًا عسكريًا للإستعمار الإيطالي.

## طريق المطار في عهد معمر القذافي
في عهد الزعيم الليبي الراحل معمر القذافي تم إعادة تعبيد الطريق سنة 1987 من قبل مهندسين ليبيين أصبح الطريق مزدوجًا ولكن بغض النظر فقد كان هذا الطريق مصدر قلق مما يسبب في حوادث سير مرورية عنيفة وقد قررت اللجنة الشعبية العامة وقتها أن توضع حواجز من اليمين وحواجز من اليسار وتوسعة الطريق لتصبح طريقًا سريعًا مؤديًا إلى مطار طرابلس الدولي وقد تمت صيانة الطريق وافتتاحها سنة 2009.